# 井上要
井上 要（いのうえ かなめ、旧姓・有友 、1865年5月29日（慶応元年5月5日） - 1943年（昭和18年）3月18日）は、日本の弁護士、政治家・衆議院議員（憲政本党）、実業家。松山商工会議所会頭。早稲田大学評議員。松山高等商業学校理事。北予中学会理事。族籍は愛媛県士族。号は不去庵。伊予鉄道会社（現伊予鉄グループ）3代・5代社長。

## 略歴
伊予国喜多郡菅田村（現在の愛媛県大洲市）の庄屋の家に生まれた。有友平衛の長男。のちに井上家の養嗣子となる。地元の小・中学校を経て1882年（明治15年）に上京して丸山作楽塾、岡松甕谷塾で学び、翌年漢学者鈴村譲の海南書院（松山）で学ぶ。法学を独習して代言人（弁護士）試験に合格。1888年（明治21年）に再び上京して東京専門学校に入学。成績優秀により大隈綾子（大隈重信夫人）から賞品（書籍）を授与されるも義兄有友正親の説得により同校を中退し、1890年（明治23年）1月、松山市三番町に代言人事務所を開く。同年立憲改進党に入党。。
1897年（明治30年）愛媛県会議員に当選、議長も務めた。1902年（明治35年）に愛媛郡部から第7回衆議院議員総選挙に出馬して当選（憲政本党）、1908年（明治41年）まで衆議院議員を3期務めた。第10回衆議院議員総選挙には出馬せず、自らの地盤を才賀藤吉に譲って政界の第一線から退いた。
実業界では1888年（明治21年）に伊予鉄道委員（取締役兼監査役）となる。のち第3代、第5代同社社長。1927年（昭和2年）10月から1933年（昭和8年）8月まで松山商工会議所会頭も務めた。1933年（昭和8年）に伊予鉄道電気会長を辞し、退職金を愛媛県立図書館の建設費に寄贈した。
教育界では1902年（明治35年）に社団法人北予中学会理事となり、1924年（大正13年）には北予中学校（現・松山北高校）の校長に秋山好古を招聘。また、新田長次郎らと協力して松山高等商業学校（現・松山大学）を設立。さらに、伊予鉄道電気の重役に対する慰労金5万円を寄贈して道後グラウンドを建設。同グラウンドには道後球場（1万9000人収容）、陸上競技場、テニスコート、プール、児童遊戯場も設けられ、愛媛県のスポーツ振興に大きく貢献した。
1943年（昭和18年）3月18日死去。79歳。法名は謙徳院要道不昧居士。葬儀は松山市内の寺院で伊予鉄道電気社葬により行われた。

## 人物
親交のあった渋沢栄一から贈られた「不去庵」という雅号を用いて和歌を詠み、伊予史談会を援助して自らも多くの論文を寄せた。
東京専門学校の中退者ではあるが1894年に推薦校友となり、1914年6月14日に大隈邸で行われた早大校友有志大会では四国校友会総代として祝辞を述べている。
趣味は囲碁。宗教は仏教。住所は愛媛県松山市豊坂町2丁目（本宅）、同県温泉郡三津浜町大字新浜（別荘・不去庵）。

## 家族・親族
井上家

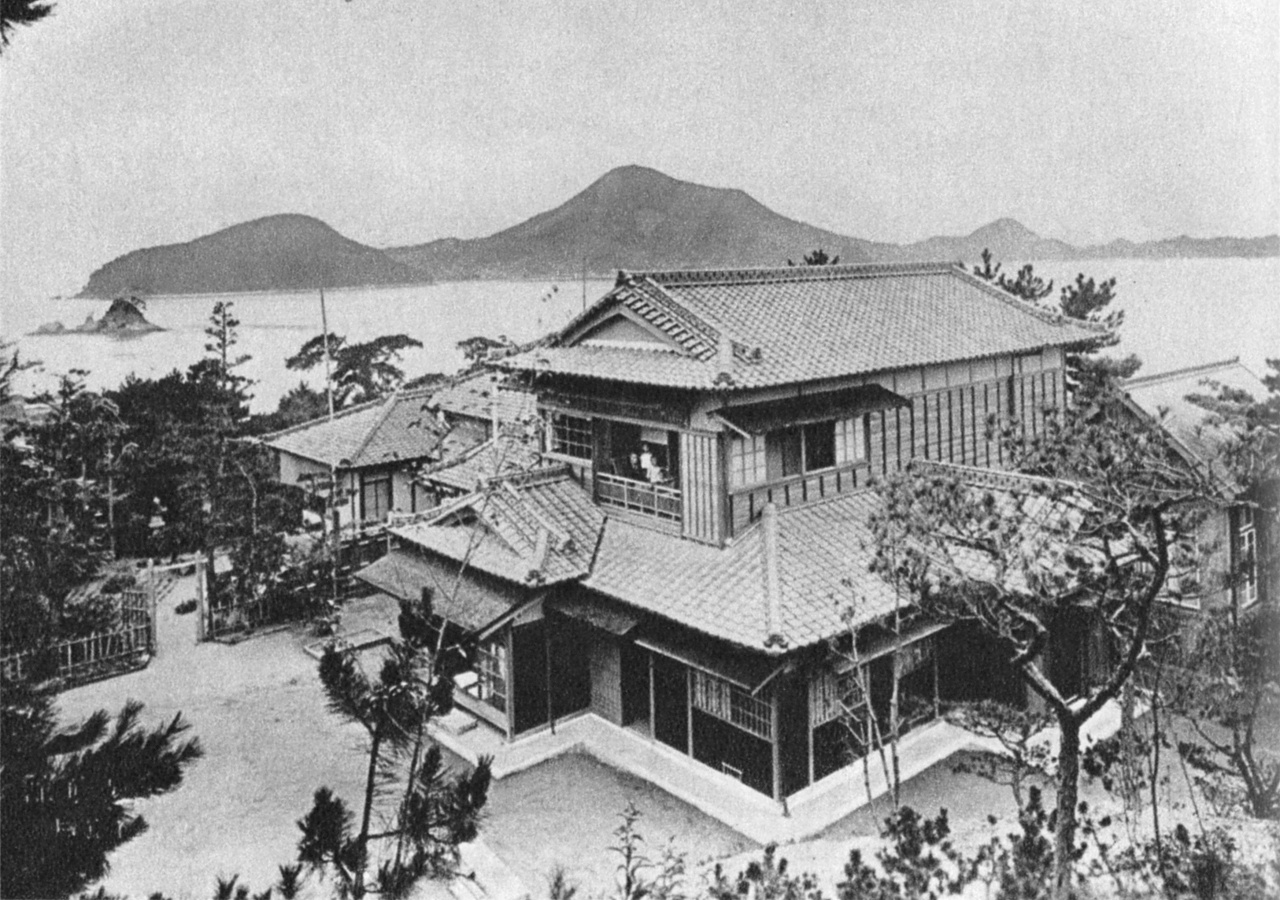
不去庵（別荘）

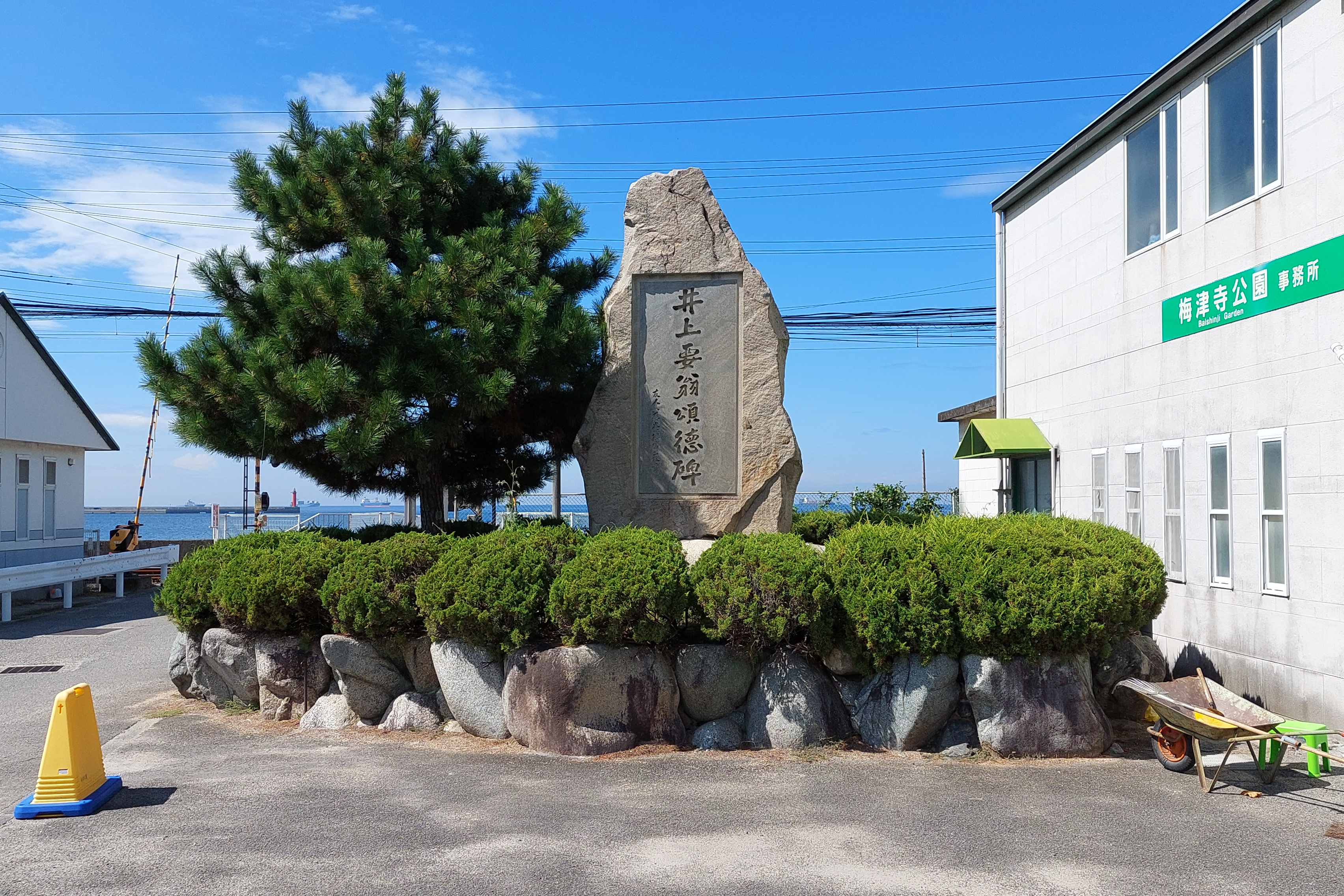
井上要翁頌徳碑（徳富蘇峰揮毫）

- 妻・チカヨ（1870年2月2日 - 1945年5月29日、愛媛、森勝摩の三女）[29]
- 長女・貞（1890年3月31日 - ?、愛媛、1905年有友正親の養女、鉄道省勅任技師曽根嘉治郎の妻）[30]
- 次女・セツ（1894年6月5日 - 1917年4月3日、工学士町田哲二郎の妻）[30]
- 長男・平一郎（1897年6月11日 - 1935年7月28日、慶應義塾卒、井菱商会主）[31]
- 孫[6]

親戚
- 父・有友平衛（文政8年?[32] - 1879年12月4日没、若宮村檜田杢助の末子、弘化2年有友家に入る）[33]
- 母・タミヱ（天保8年6月22日[34] - 1904年8月31日没、北只村里正曽根高基の娘）[35]
- 義兄・有友正親（実業家、衆議院議員）[36]

## 栄典
- 勲四等旭日小綬章（1906年4月）[37]
- 大礼記念章（1915年11月）[37]
- 緑綬褒章（1940年11月）[37]
- 従六位（1943年3月23日）[25]